# راز عشق و عاشقی
راز عشق و عاشقی (انگلیسی: Secret Affair; کره‌ای: 밀회; لاتین‌نویسی اصلاح‌شده: Milhoe) یک سریال تلویزیونی کره جنوبی سال ۲۰۱۴ با بازی کیم هی-ئه و یو آه-این است. این مجموعه از ۱۷ مارس تا ۱۳ مه ۲۰۱۴، روزهای دوشنبه و سه‌شنبه ساعت ۲۱:۵۰ (کی‌اس‌تی) از جی‌تی‌بی‌سی برای ۱۶ قسمت پخش شد.
داستان این مجموعه دربارهٔ یک زن متأهل است که در دههٔ چهل سالگی خود قرار دارد و عاشق یک نوازنده پیانو که در دههٔ بیست سالگی است، می‌شود. این ملودرام عاشقانه، مبارزهٔ میان جذابیت و انتظارات جامعه را بررسی می‌کند.

## خلاصه داستان
این مجموعه داستان عشق بین اوه هه وون (کیم هی-ئه)، زنی ۴۰ ساله که احساس می‌کند زندگی رضایت‌بخشی دارد و لی سون جه (یو آه-این)، پسر ۲۰ ساله‌ای که نابغهٔ پیانو است را روایت می‌کند.

## بازیگران

### اصلی
- کیم هی-ئه در نقش اوه هه وون، مدیر برنامه‌ریزی
- یو آه-این در نقش لی سون جه، نابغهٔ پیانو
- پارک هیوک-کوان در نقش کانگ جون هیونگ، استاد موسیقی